# Août 1867

## Événements
- Afrique : traité d’amitié entre les Britanniques et l’Akwamu, en Gold Coast.
- Autriche-Hongrie :
  - visite de condoléances de Napoléon III et Eugénie à Salzbourg en août à la suite de la mort de Maximilien de Habsbourg, empereur du Mexique, exécuté le 16 juin;
  - l'entrevue de Salzbourg envisage un rapprochement entre l’Autriche-Hongrie et la France. Tentative de formation d’une confédération des États de l’Allemagne du Sud pour entraver l’unité politique de  l’Allemagne.

- 15 août (Royaume-Uni) : loi de Disraeli élargissant l’électorat, qui passe de un million à plus de deux millions (16 % de la population adulte).
- 26 août : traité secret gréco-serbe de Voeslau. À la recherche d’une alliance contre l'Empire ottoman, la Grèce et la Serbie s’accordent à reconnaître que l’Orient chrétien doit disposer de sa pleine autonomie, posant ainsi les bases d’une confédération des peuples balkaniques.
- 28 août : 
  - Charles-François Baillargeon devient archevêque de Québec.
  - Les États-Unis mettent la main sur les îles Midway, dans l'océan Pacifique.

## Naissances
- 5 août : Joseph Vassal, médecin militaire français († 10 novembre 1957).
- 7 août : Emil Nolde, peintre et aquarelliste allemand († 13 avril 1956).
- 13 août : Michel Guermacheff, peintre russe († 27 février 1944).

## Décès
- 10 août : Frédéric de Chapeaurouge, homme politique allemand (° 11 décembre 1813).
- 22 août : Adolphe Phalipon, peintre français (° 4 février 1800).
- 24 août : Étienne de Sauvage, homme politique belge (° 24 décembre 1789).
- 25 août : 
  - À Hampton Court, Michael Faraday (75 ans), physicien et chimiste britannique (° 1791).
  - Pierre-Flavien Turgeon, archevêque de Québec.
- 31 août : à Paris, Charles Baudelaire (46 ans), poète et écrivain français, des suites d'une paralysie générale (° 1821).